# John Trenchard
John Trenchard (ur. 30 marca 1649, zm. 27 kwietnia 1695) – brytyjski polityk, sir.
Pochodził ze starego rodu z hrabstwa Dorset. Urodził się w Lytchett Matravers niedaleko Poole. Kształcony w New College w Oksfordzie.
Od listopada 1693 do 27 kwietnia 1695 był sekretarzem stanu południowego departamentu. Zmarł pełniąc tę funkcję.